# 896
896 (осемстотин деветдесет и шеста) година по юлианския календар е високосна година, започваща в четвъртък. Това е 896-а година от новата ера, 896-а година от първото хилядолетие, 96-а година от 9 век, 6-а година от 10-о десетилетие на 9 век, 7-а година от 890-те години.

## Събития
- Провежда се битката при Булгарофигон между България и Византия.
- Арнулф Каринтийски става император на Свещената Римска империя.
- Град Руан става столица на Нормандия.

## Родени
- 29 юли – Лука Стириот, гръцки монах, основал манастира „Свети Лука“ край Дистомо в Беотия.

## Починали
- 4 април – Формоза, римски папа
- 19 април – Бонифаций VI, римски папа